# 拉斐特 (纽约州)
拉斐特（英語：LaFayette）是位于美国纽约州奥农多加县的一个镇，地处雪城南部。2010年美国人口普查时，该镇有4952人。其名称是以同时参加过美国与法国革命、被誉为“两个世界的英雄”的拉斐特侯爵的名字命名的。